# Чемпионат Европы по горному бегу 2014
Чемпионат Европы по горному бегу 2014 года прошёл 12 июля в Гапе, административном центре департамента Верхние Альпы (Франция). Участники соревновались в дисциплине горного бега «вверх-вниз». Разыгрывались 8 комплектов наград: по 4 в индивидуальном и командном зачётах. Соревнования проходили среди взрослых спортсменов и юниоров (до 20 лет).
Старт и финиш трассы находились на территории усадьбы Шаранс, одной из главных достопримечательностей Гапа. Круг длиной 3,9 км с перепадом высот 250 метров был проложен по склонам окрестных Альпийских гор.
На старт вышли 216 бегунов (111 мужчин и 105 женщин) из 26 стран Европы. Каждая страна могла выставить до 4 человек в каждый из 4 забегов, командное первенство подводилось по сумме мест трёх лучших из них.
Андреа Майр из Австрии и Бернард Дематтеис из Италии успешно защитили титулы чемпионов Европы, которые они выиграли годом ранее. С учётом победы в 2005 году Майр стала самой титулованной женщиной в истории соревнований. До неё никто не выигрывал этот турнир больше двух раз. Действующая чемпионка мира Аличе Гаджи боролась за серебряную медаль, но в итоге финишировала только четвёртой.

## Расписание
| Дата         | Время | Забег   |
| ------------ | ----- | ------- |
| 12 июля 2014 | 09:00 | Юниорки |
| 12 июля 2014 | 09:30 | Юниоры  |
| 12 июля 2014 | 10:30 | Женщины |
| 12 июля 2014 | 11:30 | Мужчины |

Время местное (UTC+2)

## Призёры
Курсивом выделены участники, чей результат не пошёл в зачёт команды

### Мужчины и юниоры
| Дисциплина                                 | Золото                                                                           | Золото   | Серебро                                                                  | Серебро  | Бронза                                                                       | Бронза   |
| ------------------------------------------ | -------------------------------------------------------------------------------- | -------- | ------------------------------------------------------------------------ | -------- | ---------------------------------------------------------------------------- | -------- |
| 12,8 км перепад высот: +750 м −750 м       | Бернард Дематтеис Италия                                                         | 56.10    | Робби Симпсон Великобритания                                             | 56.19    | Мартин Дематтеис Италия                                                      | 56.32    |
| 12,8 км (команды)                          | Италия · Бернард Дематтеис · Мартин Дематтеис · Лука Каньяти · Алекс Бальдаччини | 11 очков | Великобритания · Робби Симпсон · Эндрю Дуглас · Том Аддисон · Шон Диксон | 27 очков | Франция · Жюльен Ранкон · Рено Жайярдон · Бенжамен Беллами · Эмманюэль Месса | 31 очко  |
| Юниоры 8,1 км перепад высот: +500 м −500 м | Доминик Садло Чехия                                                              | 37.23    | Ферхат Бозкурт Турция                                                    | 37.42    | Рамазан Карагёз Турция                                                       | 38.19    |
| Юниоры 8,1 км (команды)                    | Италия · Надир Каванья · Альберто Вендер · Диего Рас · Мартино Де Нарди          | 20 очков | Чехия · Доминик Садло · Яхим Коварж · Себастьян Вошврда · Виктор Шинагль | 24 очка  | Турция · Ферхат Бозкурт · Рамазан Карагёз · Мустафа Инан · Шехмус Сарыхан    | 26 очков |

### Женщины и юниорки
| Дисциплина                                  | Золото                                                                      | Золото   | Серебро                                                                      | Серебро  | Бронза                                                             | Бронза   |
| ------------------------------------------- | --------------------------------------------------------------------------- | -------- | ---------------------------------------------------------------------------- | -------- | ------------------------------------------------------------------ | -------- |
| 8,1 км перепад высот: +500 м −500 м         | Андреа Майр Австрия                                                         | 39.43    | Матея Косовель Словения                                                      | 40.53    | Сабине Райнер Австрия                                              | 41.03    |
| 8,1 км (команды)                            | Италия · Аличе Гаджи · Элиза Деско · Валентина Белотти · Элиза Сортини      | 20 очков | Великобритания · Эмма Клейтон · Сара Танстолл · Кэти Уолшоу · Меган Кроуфорд | 31 очко  | Австрия · Андреа Майр · Сабине Райнер · Карин Фрайтаг              | 36 очков |
| Юниорки 4,2 км перепад высот: +250 м −250 м | Джорджия Малир Великобритания                                               | 22.10    | Бахар Аталай Турция                                                          | 22.20    | Бурджу Субатан Турция                                              | 22.42    |
| Юниорки 4,2 км (команды)                    | Турция · Бахар Аталай · Бурджу Субатан · Умран Седеф Кантекин · Фадиме Сары | 14 очков | Великобритания · Джорджия Малир · Катриона Грейвс · Зара Наппи · Лидия Шарп  | 29 очков | Франция · Эльса Ракасан · Саломе Бодуэн · Элиза Понсе · Жюли Турте | 37 очков |

## Медальный зачёт
Медали завоевали представители 7 стран-участниц.
 Принимающая страна
| Место | Страна         | Золото | Серебро | Бронза | Всего |
| ----- | -------------- | ------ | ------- | ------ | ----- |
| 1     | Италия         | 4      | 0       | 1      | 5     |
| 2     | Великобритания | 1      | 4       | 0      | 5     |
| 3     | Турция         | 1      | 2       | 3      | 6     |
| 4     | Чехия          | 1      | 1       | 0      | 2     |
| 5     | Австрия        | 1      | 0       | 2      | 3     |
| 6     | Словения       | 0      | 1       | 0      | 1     |
| 7     | Франция        | 0      | 0       | 2      | 2     |
| Всего | Всего          | 8      | 8       | 8      | 24    |